# Portugal op het Eurovisiesongfestival 1988
Portugal nam deel aan het Eurovisiesongfestival 1988 in Dublin, Ierland. Het was de 25ste deelname van het land op het Eurovisiesongfestival. De selectie verliep via het jaarlijkse Festival da Canção. De RTP was verantwoordelijk voor de Portugese bijdrage voor de editie van 1988.

## Selectieprocedure
Net zoals de voorbije jaren werd ook dit jaar de kandidaat gekozen via het jaarlijkse Festival da Canção.
In totaal deden er 6 liedjes mee aan deze finale en de winnaar werd aangeduid door middel van een expertjury.
Finale
| Volgorde | Artiest      | Lied                        | Punten | Plaats |
| -------- | ------------ | --------------------------- | ------ | ------ |
| 1        | Glória       | Até perder a voz            | -      | -      |
| 2        | Luís Duarte  | Quando a noite se faz certa | -      | -      |
| 3        | Tó Leal      | Encontro imediato           | -      | -      |
| 4        | Dora         | Dejà-vú                     | -      | -      |
| 5        | José Gonçalo | Cai neve em Nova-Iorque     | -      | -      |
| 6        | Dora         | Voltarei                    | -      | 1ste   |

## In Dublin
In Ierland moest Portugal optreden als 20ste na Frankrijk en voor Joegoslavië.
Na de puntentelling bleek dat Portugal 18de was geëindigd met een totaal van 5 punten. 
Nederland en België hadden geen punten over voor deze inzending.

### Gekregen punten

#### Finale
| 12 punten | 10 punten | 8 punten | 7 punten | 6 punten      |
| --------- | --------- | -------- | -------- | ------------- |
|           |           |          |          |               |
| 5 punten  | 4 punten  | 3 punten | 2 punten | 1 punt        |
|           | - Spanje  |          |          | - Griekenland |

### Punten gegeven door Portugal

#### Finale
Punten gegeven in de finale:
| 12 punten | Zwitserland         |
| 10 punten | Israël              |
| 8 punten  | IJsland             |
| 7 punten  | Noorwegen           |
| 6 punten  | Denemarken          |
| 5 punten  | Ierland             |
| 4 punten  | Luxemburg           |
| 3 punten  | Verenigd Koninkrijk |
| 2 punten  | Duitsland           |
| 1 punt    | Frankrijk           |

1964 · 1965 · 1966 · 1967 · 1968 · 1969 · 1970 · 1971 · 1972 · 1973 · 1974 · 1975 · 1976 · 1977 · 1978 · 1979 · 1980 · 1981 · 1982 · 1983 · 1984 · 1985 · 1986 · 1987 · 1988 · 1989 · 1990 · 1991 · 1992 · 1993 · 1994 · 1995 · 1996 · 1997 · 1998 · 1999 · 2000 · 2001 · 2002 · 2003 · 2004 · 2005 · 2006 · 2007 · 2008 · 2009 · 2010 · 2011 · 2012 · 2013 · 2014 · 2015 · 2016 · 2017 · 2018 · 2019 · 2020 · 2021 · 2022 · 2023 · 2024 · 2025